# Championnats du monde de ski-alpinisme 2010
Navigation
Édition précédente Édition suivante
Les Championnats du monde de ski-alpinisme 2010 (catalan : Campionats del Món d’Esquí de Muntanya 2010), sanctionné par l'International Ski Mountaineering Federation (ISMF), se sont tenus à Grandvalira en  Andorre, du 1er au 6 mars 2010.
Ces championnats sont les premiers sous l'éfigie de l'International Ski Mountaineering Federation (ISMF), Organisation successeur de l'International Council for Ski Mountaineering Competitions (ISMC). La ville organisatrice de ces championnats a été choisie par l'ISMC en 2006. L'évènement a été soutenu par la Federació Andorrana de Muntanyisme (FAM) et le Club Pirinenc Andorrà (CPA). Andorre a déjà été organisatrice des Championnats d'Europe de ski-alpinisme 2005.
Comparé aux Championnats du monde de ski-alpinisme 2008, l'épreuve de Longue Distance n'est pas courue à Andorre.

## Résultats

### Classements par nations et médailles
(Classements par nations et médailles)
| Rang | Pays               | Vertical Race | Vertical Race | Vertical Race     | Vertical Race      | Individuel | Individuel    | Individuel        | Individuel         | Par équipes | Par équipes   | Par équipes       | Par équipes        | Relais | Relais        | Relais            | Relais             |              |
| Rang | Pays               | Points        | Médaille d'or | Médaille d'argent | Médaille de bronze | Points     | Médaille d'or | Médaille d'argent | Médaille de bronze | Points      | Médaille d'or | Médaille d'argent | Médaille de bronze | Points | Médaille d'or | Médaille d'argent | Médaille de bronze | Total points |
| 1    | Italie             |               | 1             | 5                 | 1                  |            | 1             | 4                 | 4                  |             | 1             |                   | 2                  |        | 3             |                   |                    | 5 961        |
| 2    | France             |               | 1             | 2                 | 1                  |            | 2             | 2                 | 2                  |             | 1             |                   |                    |        |               |                   | 2                  | 4 926        |
| 3    | Suisse             |               | 2             |                   | 1                  |            | 2             | 1                 | 1                  |             |               | 2                 |                    |        |               | 3                 |                    | 4 549        |
| 4    | Espagne            |               | 3             |                   | 1                  |            | 1             | 1                 | 1                  |             |               |                   |                    |        |               |                   |                    | 4 221        |
| 5    | Andorre            |               |               |                   |                    |            |               |                   |                    |             |               |                   |                    |        |               |                   |                    | 1 576        |
| 6    | Autriche           |               |               |                   |                    |            | 1             |                   |                    |             |               |                   |                    |        |               |                   | 1                  | 1 566        |
| 7    | Allemagne          |               | 1             |                   | 1                  |            | 1             |                   |                    |             |               |                   |                    |        |               |                   |                    | 1 064        |
| 8    | Norvège            |               |               |                   |                    |            |               |                   |                    |             |               |                   |                    |        |               |                   |                    | 935          |
| 9    | États-Unis         |               |               |                   |                    |            |               |                   |                    |             |               |                   |                    |        |               |                   |                    | 838          |
| 10   | Pologne            |               |               |                   |                    |            |               |                   |                    |             |               |                   |                    |        |               |                   |                    | 561          |
| 11   | Slovénie           |               |               |                   |                    |            |               |                   |                    |             |               |                   |                    |        |               |                   |                    | 467          |
| 12   | République tchèque |               |               |                   | 1                  |            |               |                   |                    |             |               |                   |                    |        |               |                   |                    | 443          |
| 13   | Slovaquie          |               |               |                   |                    |            |               |                   |                    |             |               |                   |                    |        |               |                   |                    | 413          |
| 14   | Canada             |               |               |                   |                    |            |               |                   |                    |             |               |                   |                    |        |               |                   |                    | 375          |
| 15   | Japon              |               |               |                   |                    |            |               |                   |                    |             |               |                   |                    |        |               |                   |                    | 196          |
| 16   | Royaume-Uni        |               |               |                   |                    |            |               |                   |                    |             |               |                   |                    |        |               |                   |                    | 99           |
| 17   | Chine              |               |               |                   |                    |            |               |                   |                    |             |               |                   |                    |        |               |                   |                    | 98           |
| 18   | Suède              |               |               |                   |                    |            |               |                   |                    |             |               |                   |                    |        |               |                   |                    | 91           |
| 19   | Chili              |               |               |                   |                    |            |               |                   |                    |             |               |                   |                    |        |               |                   |                    | 61           |
| 20   | Argentine          |               |               |                   |                    |            |               |                   |                    |             |               |                   |                    |        |               |                   |                    | 26           |
| 21   | Corée du Sud       |               |               |                   |                    |            |               |                   |                    |             |               |                   |                    |        |               |                   |                    | 14           |
| 22   | Bulgarie           |               |               |                   |                    |            |               |                   |                    |             |               |                   |                    |        |               |                   |                    | 0            |
| 23   | Belgique           |               |               |                   |                    |            |               |                   |                    |             |               |                   |                    |        |               |                   |                    | 0            |

### Vertical race
Événement couru le 1er mars 2010
Liste des 10 meilleurs participants (incluant les "Espoirs"):
| Rang               | Participant               | Total temps |
| ------------------ | ------------------------- | ----------- |
| Médaille d'or      | Roberta Pedranzini        | 48 min 25 s |
| Médaille d'argent  | Laëtitia Roux             | 49 min 24 s |
| Médaille de bronze | Francesca Martinelli      | 49 min 49 s |
| 4                  | Mireia Miró Varela        | 50 min 11 s |
| 5                  | Sophie Dusautoir Bertrand | 50 min 47 s |
| 6                  | Lydia Prugger             | 51 min 27 s |
| 7                  | Nathalie Etzensperger     | 51 min 48 s |
| 8                  | Gemma Arró Ribot          | 51 min 56 s |
| 9                  | Monique Merrill           | 52 min 52 s |
| 10                 | Victoria Kreuzer          | 52 min 59 s |

| Rang               | Participant           | Total temps    |
| ------------------ | --------------------- | -------------- |
| Médaille d'or      | Kílian Jornet Burgada | 39 min 50 s    |
| Médaille d'argent  | Dennis Brunod         | 39 min 57 s    |
| Médaille de bronze | Florent Perrier       | 40 min 04 s    |
| 4                  | Manfred Reichegger    | 40 min 21 s    |
| 5                  | Didier Blanc          | 40 min 31 s    |
| 6                  | Damiano Lenzi         | 40 min 40 s    |
| 7                  | Marc Pinsach Rubirola | 41 min 12 s    |
| 8                  | Florent Troillet      | 41 min 40 s(*) |
| 9                  | Tony Sbalbi           | 41 min 46 s    |
| 10                 | Grégory Gachet        | 41 min 56 s    |

(*) incluant 30 secondes de pénalités

### Individuel
Événement couru le 3 mars 2010
Liste des 10 meilleurs participants :
| Rang               | Participante              | Total temps     |
| ------------------ | ------------------------- | --------------- |
| Médaille d'or      | Laëtitia Roux             | 1 h 48 min 49 s |
| Médaille d'argent  | Roberta Pedranzini        | 1 h 49 min 20 s |
| Médaille de bronze | Francesca Martinelli      | 1 h 53 min 36 s |
| 4                  | Nathalie Etzensperger     | 1 h 57 min 51 s |
| 5                  | Sophie Dusautoir Bertrand | 2 h 00 min 25 s |
| 6                  | Gemma Arró Ribot          | 2 h 03 min 27 s |
| 7                  | Marit Tveite Bystøl       | 2 h 05 min 19 s |
| 8                  | Silvia Rocca              | 2 h 05 min 30 s |
| 9                  | Monique Merrill           | 2 h 06 min 11 s |
| 10                 | Marie Troillet            | 2 h 06 min 29 s |

| Rang               | Participant           | Total temps     |
| ------------------ | --------------------- | --------------- |
| Médaille d'or      | Florent Troillet      | 1 h 30 min 50 s |
| Médaille d'argent  | Kílian Jornet Burgada | 1 h 30 min 54 s |
| Médaille de bronze | Didier Blanc          | 1 h 31 min 41 s |
| 4                  | Manfred Reichegger    | 1 h 31 min 45 s |
| 5                  | Matteo Eydallin       | 1 h 33 min 12 s |
| 6                  | Florent Perrier       | 1 h 33 min 48 s |
| 7                  | Damiano Lenzi         | 1 h 34 min 53 s |
| 8                  | William Bon Mardion   | 1 h 37 min 14 s |
| 9                  | Marc Pinsach Rubirola | 1 h 37 min 40 s |
| 10                 | Yannick Ecoeur        | 1 h 38 min 12 s |

### Par équipes
Événement couru le 5 mars 2010
Liste des 10 meilleures équipes (incluant quelques équipes "Espoirs"):
| Rang               | Équipe                           | Total temps     |
| ------------------ | -------------------------------- | --------------- |
| Médaille d'or      | Pedranzini/Martinelli            | 2 h 50 min 17 s |
| Médaille d'argent  | Troillet/Etzensperger            | 2 h 59 min 16 s |
| Médaille de bronze | Clos/Rocca                       | 3 h 02 min 13 s |
| 4                  | Arró Ribot/Miró Valera           | 3 h 02 min 45 s |
| 5                  | Prugger/Eßl                      | 3 h 06 min 02 s |
| 6                  | Dusautoir Bertrand/Tudel Cuberes | 3 h 09 min 40 s |
| 7                  | Fulywer/Merrill                  | 3 h 28 min 36 s |
| 8                  | Brakstad Orset/Tveite Bystøl     | 3 h 30 min 24 s |
| 9                  | Matteau/Bernier                  | 3 h 33 min 41 s |
| 10                 | Kirkland/Cook Silitch            | 3 h 40 min 55 s |

| Rang               | Équipe                          | Total temps        |
| ------------------ | ------------------------------- | ------------------ |
| Médaille d'or      | Perrier/D. Blanc                | 2 h 14 min 54 s    |
| Médaille d'argent  | Anthamatten/Troillet            | 2 h 16 min 50 s    |
| Médaille de bronze | Holzknecht/Lenzi                | 2 h 18 min 23 s    |
| 4                  | Pellicier/Bon Mardion           | 2 h 19 min 33 s    |
| 5                  | Lanfranchi/Pedrini              | 2 h 21 min 11 s(*) |
| 6                  | Reichegger/Brunod               | 2 h 21 min 13 s    |
| 7                  | Sbalbi/Gachet                   | 2 h 21 min 24 s    |
| 8                  | Jornet Burgada/Pinsach Rubirola | 2 h 23 min 06 s    |
| 9                  | Marti/Ecoeur                    | 2 h 24 min 39 s    |
| 10                 | Kuhar/Šenk                      | 2 h 28 min 31 s    |

(*) incluant 1 minute de pénalités

### Relais
Événement couru le 6 mars 2010
Liste des 10 meilleures équipes par relais (incluant quelques équipes "Espoirs"):
| Rang               | Équipe                                   | Total temps     |
| ------------------ | ---------------------------------------- | --------------- |
| Médaille d'or      | Francesca Martinelli/Rocca/Pedranzini    | 40 min 38 s     |
| Médaille d'argent  | Etzensperger/Magnenat/Troillet           | 41 min 50 s     |
| Médaille de bronze | Prugger/Eßl/Swidrak                      | 43 min 11 s     |
| 4                  | Gemma Arró Ribot/Bes Ginesta/Miró Valera | 43 min 37 s     |
| 5                  | Fabre/Favre/Roux                         | 43 min 38 s     |
| 6                  | Tveite Bystøl/Haurcøy/Brakstad Orset     | 46 min 40 s     |
| 7                  | Matteau/Bernier/Velisek                  | 48 min 59 s     |
| 8                  | Dusautoir Bertrand/Segura/Tudel Cuberes  | 49 min 30 s     |
| 9                  | Fulywer/Zurm/Kirkland                    | 53 min 17 s     |
| 10                 | Horibe Michiko/Mayumi Ito/Chigaya Mase   | 1 h 11 min 36 s |

| Rang               | Équipe                                                           | Total temps |
| ------------------ | ---------------------------------------------------------------- | ----------- |
| Médaille d'or      | Lenzi/Reichegger/Holzknecht/Brunod                               | 42 min 48 s |
| Médaille d'argent  | Troillet/Anthamatten/Ecoeur/Bruchez                              | 43 min 50 s |
| Médaille de bronze | Gachet/Bon Mardion/Perrier/D. Blanc                              | 44 min 17 s |
| 4                  | Martín de Villa/Pérez Brunicardi/Pinsach Rubirola/Jornet Burgada | 45 min 27 s |
| 5                  | Fasser/Hermann/Stock/Klocker                                     | 47 min 56 s |
| 6                  | Kuhar/Mikloša/Trile/Šenk                                         | 48 min 46 s |
| 7                  | Berger/Hovdenak/Tronvoll/Porsanger                               | 49 min 06 s |
| 8                  | Comas Guixé/Casals Rueda/Vilana Díaz/Albós Cavaliere             | 49 min 15 s |
| 9                  | Schuster/Strobel/Lex/Echtler                                     | 51 min 37 s |
| 10                 | Scheefer/Taam/Parsons/French                                     | 53 min 18 s |

### Combiné
(Classement Vertical Race, Individuel et Équipes)
Liste des 10 meilleurs participants :
| Rang               | Participant               |
| ------------------ | ------------------------- |
| Médaille d'or      | Roberta Pedranzini        |
| Médaille d'argent  | Francesca Martinelli      |
| Médaille de bronze | Nathalie Etzensperger     |
| 4                  | Laëtitia Roux             |
| 5                  | Sophie Dusautoir Bertrand |
| 6                  | Gemma Arró Ribot          |
| 7                  | Lydia Prugger             |
| 8                  | Silvia Rocca              |
| 9                  | Monique Merrill           |
| 10                 | Michaela Eßl              |

| Rang               | Participant           |
| ------------------ | --------------------- |
| Médaille d'or      | Didier Blanc          |
| Médaille d'argent  | Florent Perrier       |
| Médaille de bronze | Kílian Jornet Burgada |
| 4                  | Florent Troillet      |
| 5                  | Manfred Reichegger    |
| 6                  | Damiano Lenzi         |
| 7                  | Marc Pinsach Rubirola |
| 8                  | Dennis Brunod         |
| 9                  | William Bon Mardion   |
| 10                 | Martin Anthamatten    |